# Jacobello dalle Masegne
 (avril 2019).
Si vous disposez d'ouvrages ou d'articles de référence ou si vous connaissez des sites web de qualité traitant du thème abordé ici, merci de compléter l'article en donnant les références utiles à sa vérifiabilité et en les liant à la section « Notes et références ».
Pour les articles homonymes, voir Dalle Masegne.
Jacobello dalle Masegne est un sculpteur italien né à Venise aux environs de 1350 et mort en 1409. Il travailla en Vénétie, Lombardie, en Émilie et en Romagne.

## Biographie
Il a souvent travaillé avec son frère Pierpaolo dalle Masegne. Certaines œuvres signées par les deux frères n'ont en fait été réalisées que par l'un des deux.
En 1400, Jacobello aida Pietro Paolo à construire la façade de la cathédrale San Pietro de Mantoue. Il en réalisa le revêtement en marbres polychromes pour une rémunération de 2 000 ducats. Cette œuvre fut détruite au XVIIIe siècle lors de la construction d'une nouvelle façade, mais sa reproduction figure sur un tableau de Domenico Monone, L'Expulsion des Bonacolsi, qui est conservé au palais ducal.
À la même époque, les deux frères intervinrent sur les chantiers du dôme de Milan et du château de Pavie à la demande de Gian Galeazzo Visconti.

## Œuvres
Ses œuvres qui ont été conservées sont :
- l'autel de Santa Maria Gloriosa dei Frari à Venise ;
- la tombe démembrée de Giovanni da Legnano (1383-1386), qui était dans le cloître de l'église de San Domenico et qui est maintenant conservée dans le musée civique médiéval de Bologne ;
- la tombe de Prendiparte Pico (1394, Courtauld Gallery, Londres);
- le buste du doge Antonio Venier (Museo Correr, Venise).

## Galerie de photos

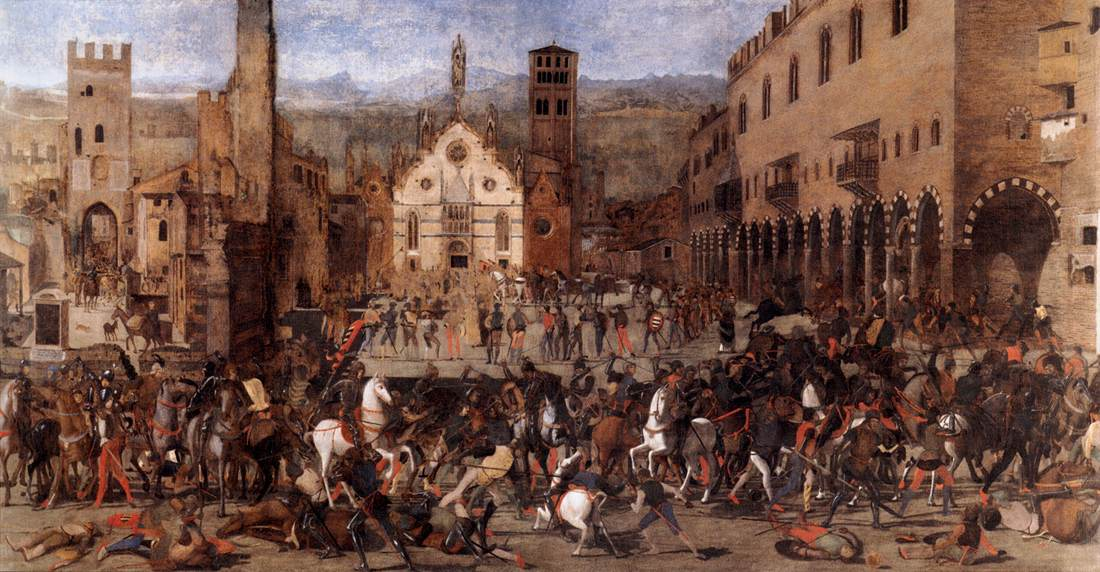
Ancienne façade de la cathédrale San Pietro de Mantoue, réalisée par Jacobello.
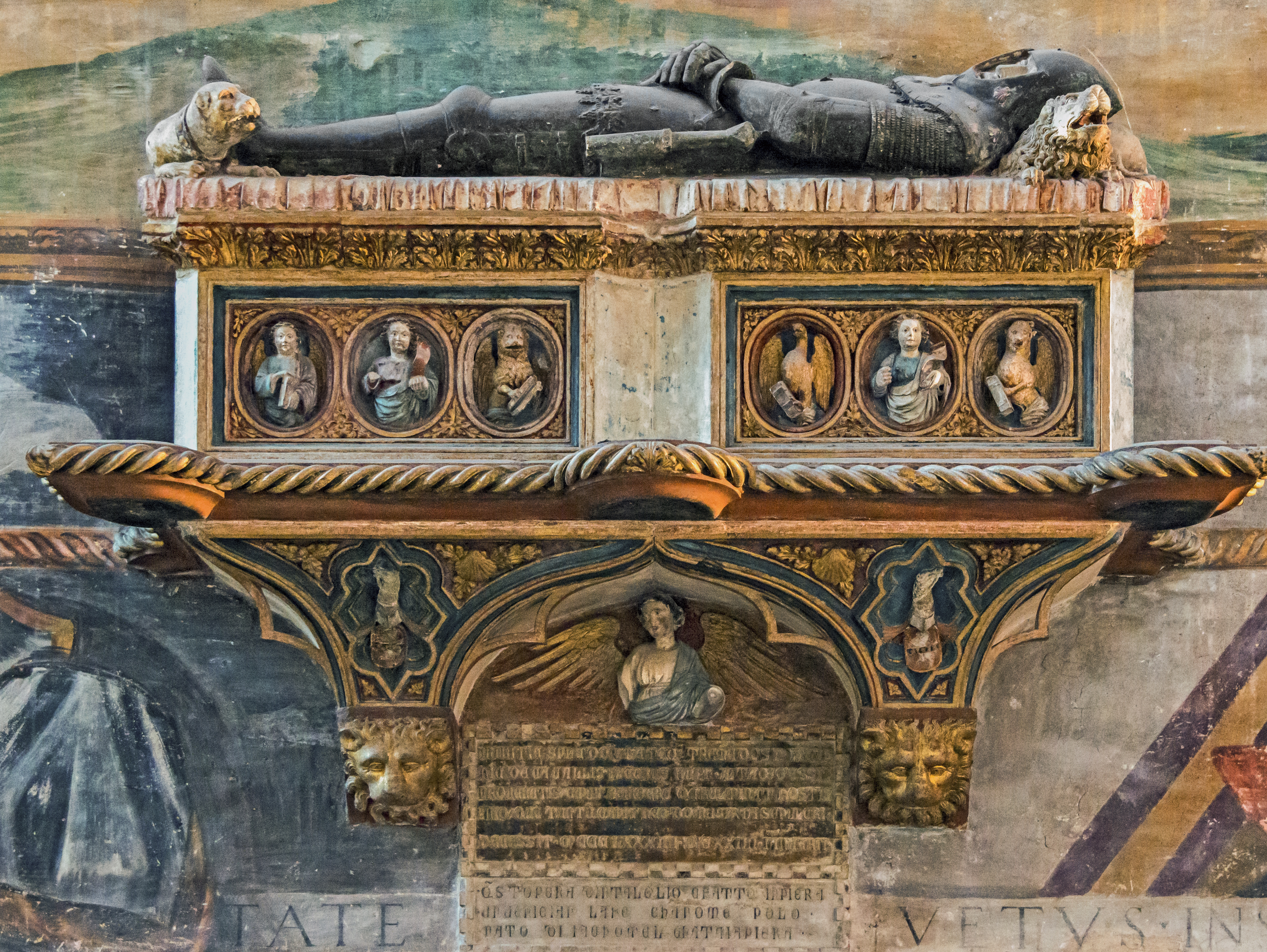
Monument funéraire de Giacomo Cavalli, San Zanipolo, Venise.
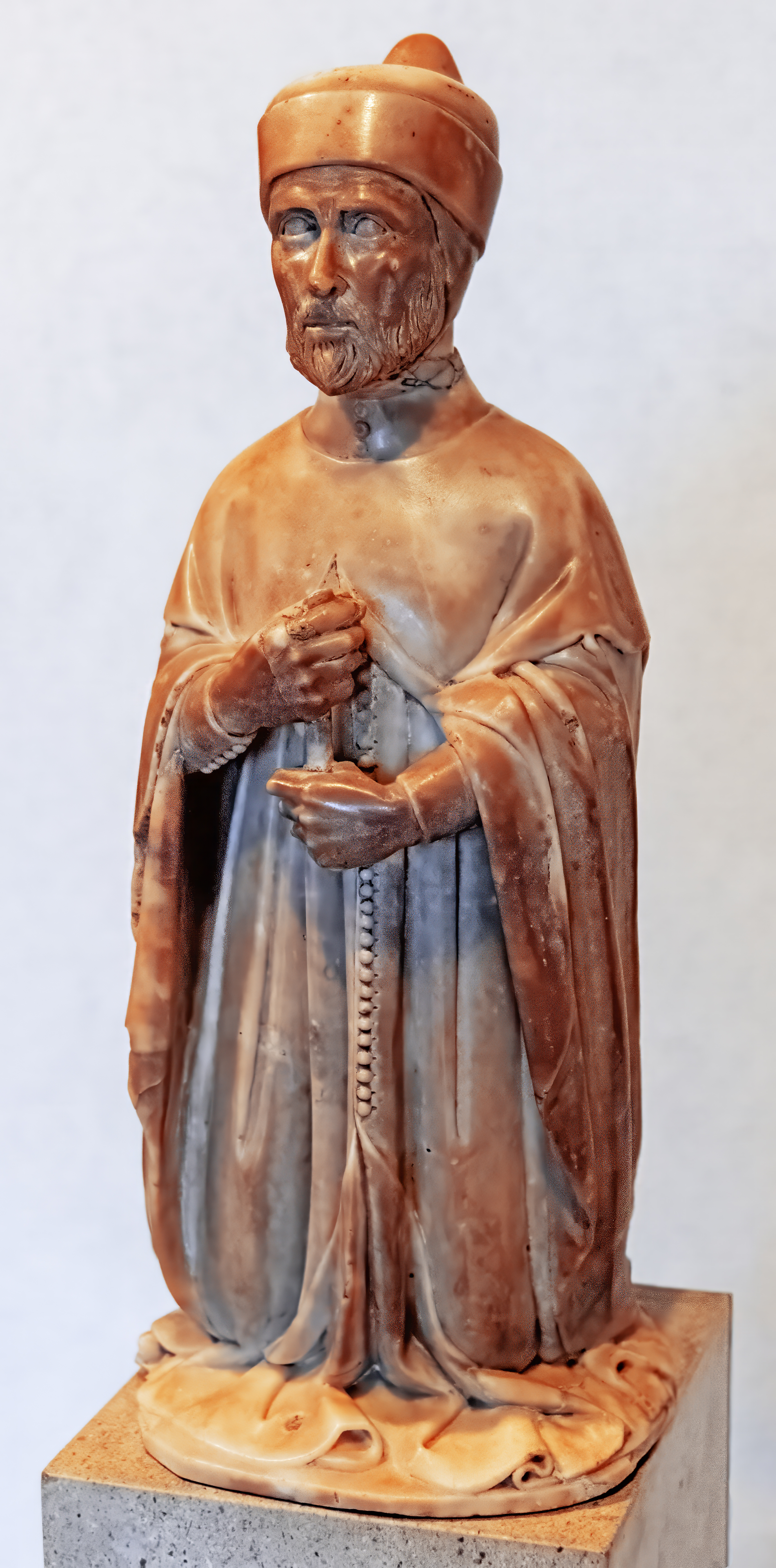
Le doge Antonio Venier.